# 이병현
이병현(1992년 ~)은 대한민국의 가수다. 2017년 싱글 앨범 [잘가라 구름아]로 데뷔했다.

## 앨범
- 잘가라 구름아 (2017)
- 너하고나 (2017)
- 불씨 (2018)
- 비록 술에 취한 너지만 (2018)
- 느낌 (2019)
- 행복해행복해 (2020)
- 잊어버리라해요 (2020)
- 헤엄쳐야해 (2024)
- 쿠션어학원 (2024)

## 방송
- 보이스 코리아 2 (2013) - Top28